# Brandon Goodwin
Brandon Goodwin, né le 2 octobre 1995 à Norcross dans l'État de Géorgie, est un joueur américain naturalisé qatari de basket-ball. Il évolue au poste de meneur.

## Biographie

### Carrière universitaire
Brandon Goodwin passe ses deux premières années universitaires sous les couleurs des Knights d'UCF de 2013 à 2015.
Puis, il poursuit son cursus universitaire sous le maillot des Eagles de Florida Gulf Coast de 2016 à 2018.

### Carrière professionnelle

#### Hustle de Memphis (2018)
Lors de la draft 2018 de la NBA, automatiquement éligible, il n'est pas sélectionné.
Après avoir joué la NBA Summer League 2018 sous le maillot des Grizzlies de Memphis, il est coupé après le training camp de la même franchise, le 14 octobre 2018. Il intègre donc leur équipe affiliée en G League, le Hustle de Memphis.

#### Nuggets de Denver (2018-2019)
À la suite de bonnes performances en ligue mineure, il signe un contrat avec les Nuggets de Denver jusqu'à la fin de la saison 2018-2019.
En raison de la signature de Nick Young avec les Nuggets de Denver, il est coupé par ces-derniers le 10 décembre 2018.
Le 16 décembre 2018, il signe à nouveau un contrat avec les Nuggets de Denver, cette fois-ci en two-way.

#### Hawks d'Atlanta (2019-2021)
Le 24 juillet 2019, il signe un contrat two-way avec les Hawks d'Atlanta. Le 12 février 2020, son contrat est converti en un contrat standard jusqu'à la fin de saison.

#### Raptors de Toronto (2021)
Le 20 décembre 2021, il signe 10 jours en faveur des Raptors de Toronto.

#### Cavaliers de Cleveland (2021-2022)
Le 31 décembre 2021, il signe pour 10 jours en faveur des Cavaliers de Cleveland. Avec les blessures de longues durées des meneurs Ricky Rubio et Collin Sexton, les Cavaliers sont démunis à ce poste et engagent Goodwin avec un contrat two-way jusqu'à la fin de la saison en janvier 2022.

## Statistiques

### Universitaires
| Saison    | Équipe    | Matchs | Titul. | Min./m | % Tir | % 3pts | % LF | Rbds/m. | Pass/m. | Int/m. | Ctr/m. | Pts/m. |
| --------- | --------- | ------ | ------ | ------ | ----- | ------ | ---- | ------- | ------- | ------ | ------ | ------ |
| 2013-2014 | UCF       | 28     | 9      | 14,7   | 39,7  | 22,2   | 59,2 | 1,89    | 1,75    | 0,46   | 0,04   | 2,96   |
| 2014-2015 | UCF       | 30     | 30     | 33,8   | 43,7  | 26,2   | 60,7 | 3,90    | 4,23    | 1,23   | 0,13   | 10,23  |
| 2016-2017 | FGCU (en) | 34     | 34     | 31,6   | 51,2  | 35,3   | 79,1 | 4,53    | 4,09    | 1,21   | 0,06   | 18,50  |
| 2017-2018 | FGCU      | 34     | 32     | 33,4   | 47,0  | 27,5   | 75,0 | 5,53    | 4,76    | 1,35   | 0,12   | 18,59  |
| Carrière  | Carrière  | 126    | 105    | 28,8   | 47,4  | 30,1   | 71,6 | 4,06    | 3,79    | 1,09   | 0,09   | 13,10  |

### Professionnelles

#### G League
| Saison    | Équipe       | Matchs | Titul. | Min./m | % Tir | % 3pts | % LF | Rbds/m. | Pass/m. | Int/m. | Ctr/m. | Pts/m. |
| --------- | ------------ | ------ | ------ | ------ | ----- | ------ | ---- | ------- | ------- | ------ | ------ | ------ |
| 2018-2019 | Iowa         | 16     | 15     | 39,0   | 46,9  | 41,5   | 67,7 | 8,06    | 6,25    | 1,12   | 0,31   | 21,19  |
| 2018-2019 | Memphis      | 10     | 10     | 33,6   | 51,1  | 33,9   | 79,1 | 5,10    | 4,60    | 1,60   | 0,10   | 23,60  |
| 2019-2020 | College Park | 17     | 16     | 34,5   | 44,3  | 39,6   | 68,2 | 5,71    | 7,53    | 1,94   | 0,29   | 19,06  |
| Carrière  | Carrière     | 43     | 41     | 35,9   | 47,0  | 39,0   | 71,1 | 6,44    | 6,37    | 1,56   | 0,26   | 20,91  |

#### NBA

##### Saison régulière
| Saison    | Équipe    | Matchs | Titul. | Min./m | % Tir | % 3pts | % LF | Rbds/m. | Pass/m. | Int/m. | Ctr/m. | Pts/m. |
| --------- | --------- | ------ | ------ | ------ | ----- | ------ | ---- | ------- | ------- | ------ | ------ | ------ |
| 2018-2019 | Denver    | 16     | 0      | 3,6    | 26,1  | 33,3   | 81,8 | 0,19    | 0,88    | 0,00   | 0,00   | 1,44   |
| 2019-2020 | Atlanta   | 34     | 1      | 12,7   | 40,0  | 29,9   | 93,3 | 2,12    | 1,50    | 0,35   | 0,12   | 6,06   |
| 2020-2021 | Atlanta   | 47     | 5      | 13,2   | 37,7  | 31,1   | 65,1 | 1,47    | 2,02    | 0,36   | 0,00   | 4,85   |
| 2021-2022 | Cleveland | 36     | 5      | 13,9   | 41,6  | 34,5   | 63,2 | 1,86    | 2,53    | 0,69   | 0,03   | 4,75   |
| Carrière  | Carrière  | 133    | 11     | 12,1   | 39,0  | 31,5   | 73,0 | 1,59    | 1,89    | 0,41   | 0,04   | 4,72   |

Mise à jour le 12 juin 2025

## Records sur une rencontre en NBA
Les records personnels de Brandon Goodwin en NBA sont les suivants, :
| Type de statistique        | Saison régulière | Saison régulière                | Saison régulière |
| Type de statistique        | Record           | Adversaire                      | Date             |
| -------------------------- | ---------------- | ------------------------------- | ---------------- |
| Points                     | 21               | 3 fois                          | 3 fois           |
| Paniers marqués            | 8                | Pelicans de La Nouvelle-Orléans | 31 janvier 2022  |
| Paniers tentés             | 15               | @ Celtics de Boston             | 7 février 2020   |
| Paniers à 3 points réussis | 4                | @ Hornets de Charlotte          | 4 février 2022   |
| Paniers à 3 points tentés  | 9                | 2 fois                          | 2 fois           |
| Lancers francs réussis     | 4                | 6 fois                          | 6 fois           |
| Lancers francs tentés      | 6                | 2 fois                          | 2 fois           |
| Rebonds offensifs          | 2                | 4 fois                          | 4 fois           |
| Rebonds défensifs          | 7                | 3 fois                          | 3 fois           |
| Rebonds totaux             | 8                | @ Timberwolves du Minnesota     | 5 février 2020   |
| Passes décisives           | 12               | Timberwolves du Minnesota       | 28 février 2022  |
| Interceptions              | 4                | @ Hornets de Charlotte          | 4 février 2022   |
| Contres                    | 1                | 5 fois                          | 5 fois           |
| Balles perdues             | 5                | @ Hornets de Charlotte          | 4 février 2022   |
| Minutes jouées             | 38               | Wizards de Washington           | 26 février 2022  |

- Double-double : 1
- Triple-double : 0

Dernière mise à jour : 16 août 2022